# قاتل حروف الفبا
قاتل حروف الفبا یا قاتل الفبایی (به انگلیسی: The Alphabet Killer) فیلمی محصول سال ۲۰۰۸ و به کارگردانی راب اشمیت است. در این فیلم بازیگرانی همچون مارتین داناوان، الیزا دوشکو، کری الویس، اندرو فیسلا، تیموتی هاتن، مایکل ایرون‌ساید، ملیسا لیو، کارل لامبلی، بیل مسلی و تام نونان ایفای نقش کرده‌اند.